# Luis Navarro Origel
Luis Navarro Origel (15 de febrero de 1897; Pénjamo, Guanajuato - 9 de agosto de 1928; Municipio de Tuxpan, Jalisco) fue un militar y político mexicano que participó en la  Revolución mexicana y la Guerra Cristera. Es considerado uno de los iniciadores del movimiento cristero.

## Vida personal
Fue el octavo hijo de los quince que tuvieron sus padres, Bardomiano Navarro y Guadalupe Origel. Al llegar a la adolescencia, se inscribió en la Tercera Orden de San Francisco y fundó la Adoración Nocturna en su ciudad natal. Realizó sus estudios de filosofía y humanidades en el Seminario Conciliar de Morelia. En 1917 contrajo matrimonio con Carmen Alfaro Madrigal, con quien tuvo cinco hijos.

## Revolución y cargos públicos
La Revolución Mexicana lo enfrentó a las fuerzas de José Inés García Chávez. Pese a ello, en 1922 fundó la Asociación Católica de la Juventud Mexicana en Pénjamo. Su elección popular lo llevó a ser alcalde de su pueblo natal, donde desde el Salón de Cabildos no ocultaba su fe e impulsó la reconstrucción de la presa local.

## Guerra Cristera
En 1925 se inscribió en las listas de la Liga Nacional para la Defensa de la Libertad Religiosa, fundando comités de la liga en Pénjamo, Abasolo, Irapuato, La Piedad y Zacapu. Su disconformidad con las políticas gubernamentales lo llevó a tomar las armas el 29 de septiembre de 1926. Tomó la ciudad de Pénjamo, aniquilando a la defensa local y apoderándose de las armas y municiones del gobierno. Sostuvo enfrentamientos en Cuerámaro y Barajas, logrando protegerse cerca de Corralejo. Su campo de operaciones se centró en la costa de Michoacán, entre Guerrero y Colima.

### 1927
Al llegar a Coalcomán, adoptó el nombre de Fermín Gutiérrez. En marzo, su liderazgo lo llevó a ser nombrado general y jefe de operaciones militares en el distrito de Coalcomán. El 24 de abril, una victoria resonante llegó con la toma de Aguililla. Sin embargo, el 2 de mayo, las fuerzas federales lo repelieron en Tepalcatepec durante un intento de toma de la ciudad. El 29 de mayo, al mando de 500 hombres, logró tomar Tepalcatepec, derrotando a 105 federales comandados por el Capitán Arreguin. El 11 de junio, otra victoria se concretó con la toma de la plaza de Chinicuila, derrotando a 600 federales. Sin embargo, el 12 de junio, sufrió una derrota en Coalcomán de Vázquez Pallares, perdiendo el control de la localidad. El 19 de junio, fue emboscado en Ahuijullo, Jalisco, logrando escapar. El 10 de julio, la victoria volvió a sonreírle en la Batalla de El Frescal, donde derrotó a una columna de 350 hombres.
El 14 de julio, ordenó el fusilamiento de un personaje calificado como "uno de los más influyentes y activos bolcheviques y directores de la campaña contra el movimiento libertador nacional" en Coalcomán. El 16 de julio, sitió la ciudad de Coalcomán, pero las fuerzas federales lo expulsaron. El 4 de agosto, otra derrota se produjo en Ixtapa Zihuatanejo, con la pérdida del teniente J. Encarnación Moreno. El 11 de octubre, en un evento trágico, los cristeros emboscaron a una guarnición federal que, sin saberlo, iba acompañada de mujeres y niños. El resultado fue la ejecución de 100 soldados y 100 civiles. Finalmente, el 13 de octubre, Ochoa Santana logró retomó la ciudad de Coalcomán, derrotando a la guarnición federal por segunda ocasión.
En julio de 1928, tomó una decisión controvertida al ordenar el saqueo, incendio y toma del pueblo de Chinicuila. Este acto, junto con el fusilamiento de uno de sus combatientes, lo llevó a ser destituido de su cargo de general. Desmoralizado y sin el apoyo de sus superiores, se retiró a Uruapan.

### Muerte
El 9 de agosto, las tropas del general de brigada Rodrigo M. Quevedo, lo emboscaron, y en el enfrentamiento Ochoa Santana fue herido de muerte por las balas enemigas.